# Adriano Soldano
Adriano Soldano (1944 ) es un naturalista, entomólogo y botánico italiano .

## Algunas publicaciones
- Soldano, A. 2004. Le segnalazioni botaniche nel territorio apuano risalenti al XVI secolo. Acta apuana III

### Libros
- ----; E Borgi. Nuovi dati sulle relazioni botaniche fra Ulisse Aldrovandi e Conrad Gesner. Extractos de las notas del fascículo 165_1-2-3 de las Actas de Clases de Ciencias Físico-Matemática y Naturales publicadas por el Instituto Venetodi de Ciencias, Letras y Artes.
- Pagano, R; A Soldano. 1999. Guida al parco Lame del Sesia e riserve. Ed. Mercurio. 64 pp.
- Sella, A; A Soldano. 2000a. Flora spontanea della provincia di Biella. Ed. dell'Orso. 546 pp.
- Soldano, A. 2000b. L'erbario di Ulisse Aldrovandi. Vols. I-II. Ed. Istituto e Museo di Storia della Scienza
- ----. 2001. L'erbario di Ulisse Aldrovandi. Vols III-IV.Ed. Istituto e Museo di Storia della Scienza
- ----. 2002. L'erbario di Ulisse Aldrovandi. Vols. V-VI-VII. Ed. Istituto e Museo di Storia della Scienza
- ----. 2003. L'erbario di Ulisse Aldrovandi. Vols. VIII-IX-X-XI. Ed. Istituto e Museo di Storia della Scienza
- ----. 2004. L'erbario di Ulisse Aldrovandi. Vols. XII-XIII-XIV. Ed. Istituto e Museo di Storia della Scienza
- ----; M Soldano. 2004. Tra Baraggia e collina. Flora e farfalle del territorio di Roasio. Editorial "Eventi & Progetti Editore". 96 pp. ISBN 88-89280-05-0

- La abreviatura «Soldano» se emplea para indicar a Adriano Soldano como autoridad en la descripción y clasificación científica de los vegetales.[1]